# Béres Gyógyszergyár Zrt.
A Béres Gyógyszergyár Zrt. magyar, családi tulajdonban lévő vállalkozás, amelynek székhelye Budapesten, gyárüzeme Szolnokon van.

## Története
1989 augusztusában, nyolcadikként jött létre az új vállalati törvény szerint megalakuló magyar magán-részvénytársaságok sorában a Béres Csepp saját gyártására és forgalmazására, és mára Magyarország legnagyobb magyar tulajdonban lévő gyógyszergyárává vált. A kezdeti egyetlen termék, a Béres Csepp, mellett ma már több mint 140-féle készítményt gyárt a vállalat, amelyek Magyarországon és a régió országaiban kerülnek bevezetésre.
A Béres Gyógyszergyár alapı́tójának, id. dr. Béres Józsefnek, a szellemében, az ő értékrendje mentén végzi munkáját.

## Termékei
A Béres Gyógyszergyár piacvezető az egészségmegőrző készı́tmények gyártása és forgalmazása terén, kínálatában jelenleg 144-féle termék szerepel 225 különböző kiszerelésben.

## Társadalmi szerepvállalása
A vállalat aktı́v társadalmi szerepet vállal, alapı́tványán keresztül egészségvédelmi, oktatási és kulturális célokat támogat. 
A karitatív munkát az 1993-ban létrehozott Béres Alapítvány koordinálja, az alapítvány elnöke Béres Klára. A támogatások legnagyobb részét az egészségügy területén nyújtják, de részt vállalnak az oktatás támogatásában, a tehetségek segítésében, a magyar kultúra terjesztésében, valamint az egyetemes értékek védelmében határainkon belül és túl.